# Oud- en Nieuw-Noord Bevelandpolder
Oud- en Nieuw-Noord Beveland was een waterschap in de gemeenten Colijnsplaat, Kats en Wissenkerke op Noord-Beveland, in de Nederlandse provincie Zeeland.
Het waterschap was in 1935 ontstaan uit:
- de Oud-Noord-Bevelandpolder
- de Nieuw-Noord-Bevelandpolder